# Multipin

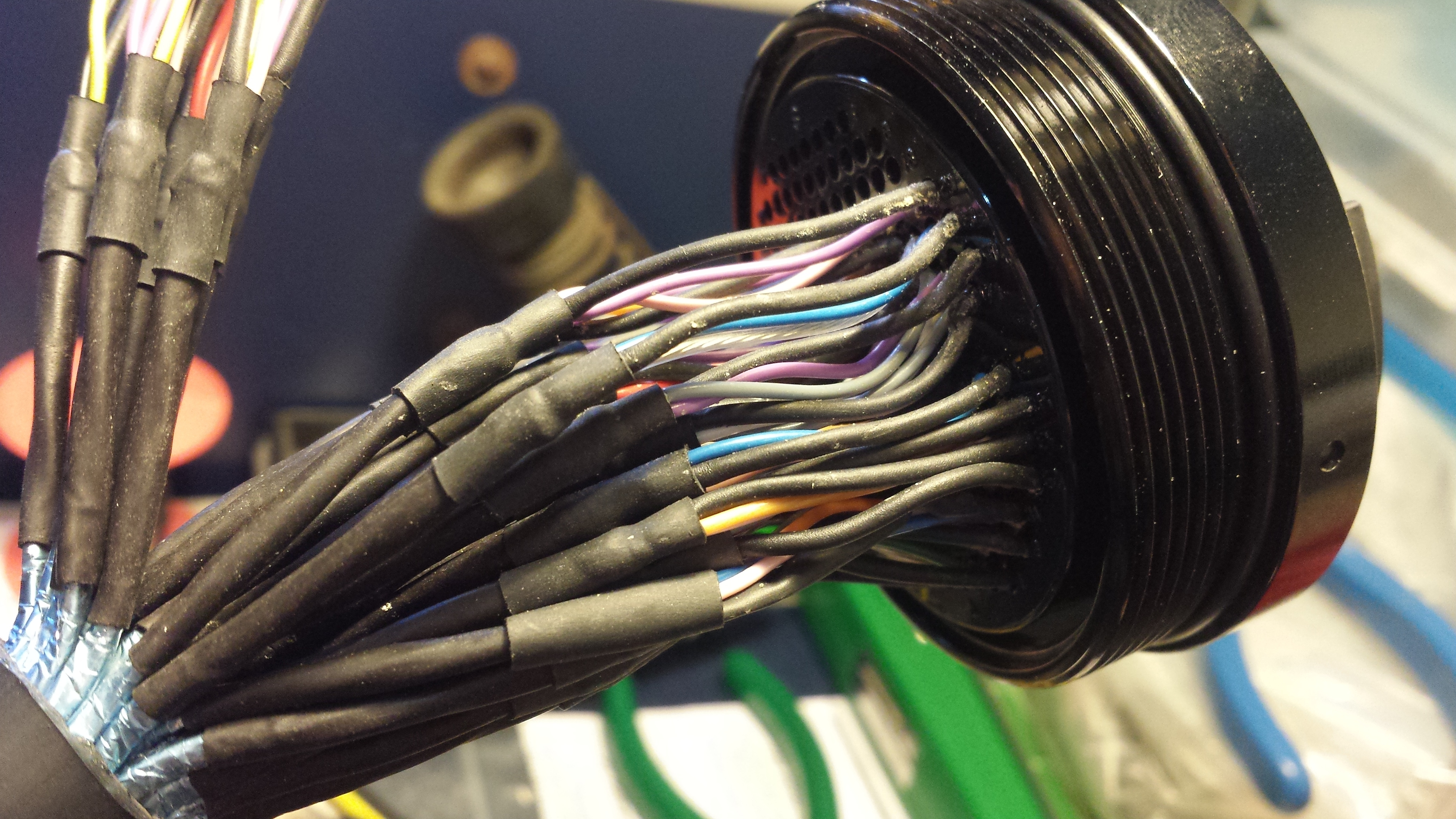
Innenleben eines runden Multipin bei der Montage am Multicore, hier für Mikrofonleitungen

Multipin (engl.) bezeichnet in der Elektrotechnik, insbesondere der Signaltechnik, eine Steckverbindung mit einer Vielzahl von elektrischen Kontakten, die etliche unabhängige Signalwege in einer Verbindung vereinigen.

## Anwendung
Der Vorteil dieser Verbindungsart liegt in der Möglichkeit des schnellen Verbindens und Trennens komplexer Signalleitungen in der Nachrichten- oder Signaltechnik. Multipins an den Enden eines Multicores findet man vor allem in Tonstudios, in der Bühnen- und Theatertechnik sowie der Mess- und Regeltechnik, zum Beispiel
- Mikrofonleitungen
- Zuleitungen für Bühnenscheinwerfer
- Zuleitungen für Lautsprechersysteme

Da Multipin-Verbinder oft hohen mechanischen Beanspruchungen ausgesetzt sind, schon wegen der dicken Kabel, sind sie sehr robust ausgeführt.

## Ausführungen

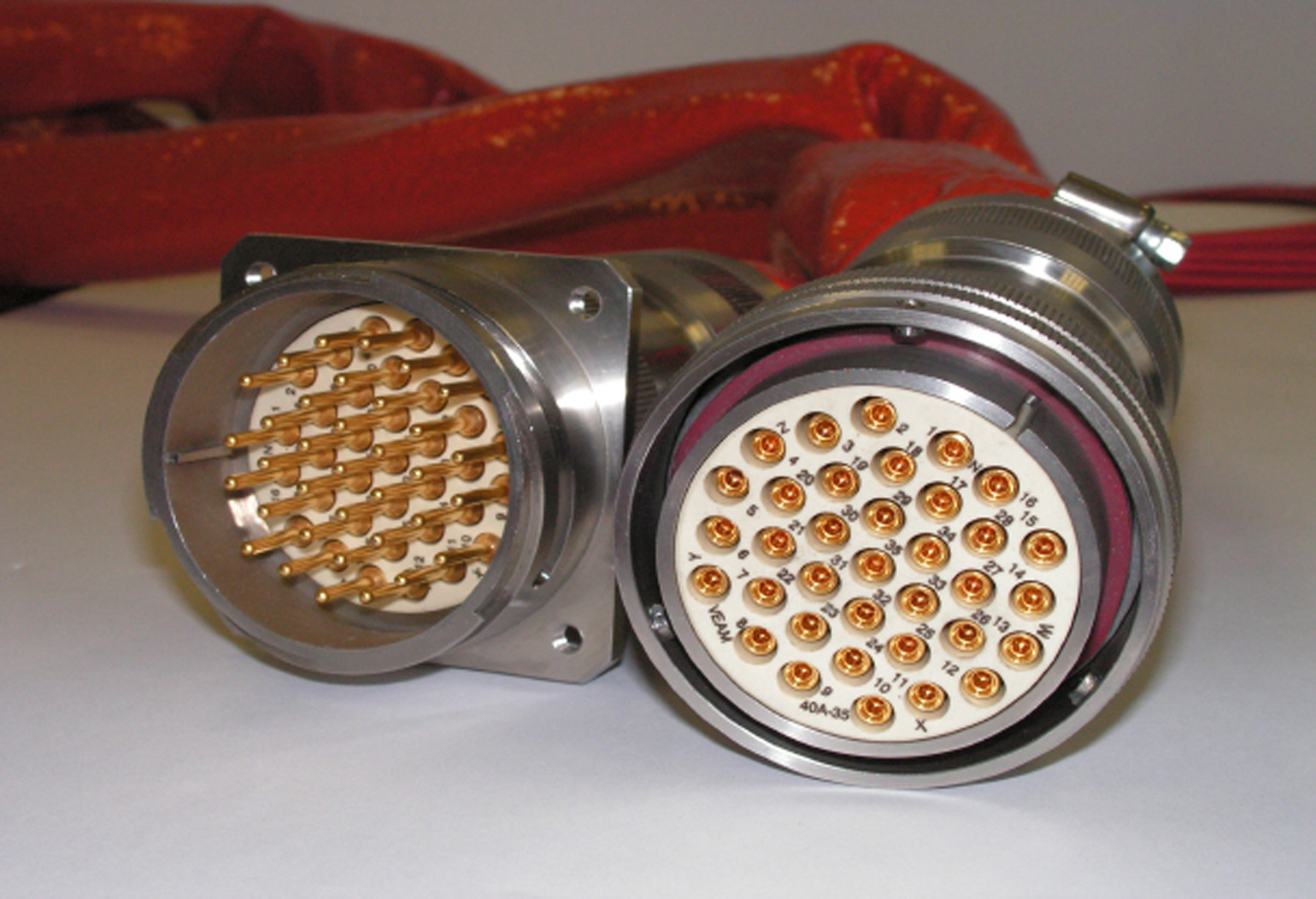
35-polige Rundsteckverbindung nach dem ITT-Circular-Standard.

### Runde Steckverbinder
Viele runde Steckverbinder sind von der MIL-C-5015/VG95234-Spezifikation abgeleitet. Der Schutzgrad ist IP67, die Anzahl der Steckkontakte variiert zwischen 25 und 150. Die mechanische Verriegelung erfolgt über einen außenliegenden Bajonettverschluss oder ein Gewinde.

### Harting-Steckverbinder
Harting ist ein Hersteller rechteckiger, bis zu 108-poliger Multipin-Steckverbinder, die in der Veranstaltungs-Audiotechnik weit verbreitet sind. Hartingstecker werden mit einrastenden Schwenkbügeln verriegelt.

### Siemens-Messerleisten
30- oder 39-poliger Steckverbinder mit flachen Kontaktzungen („Messern“), in der Rundfunktechnik verbreitet